# Grafheuvel Monnikenbosch
Grafheuvel Monnikenbosch is een prehistorische grafheuvel aan de Zandlaan in Soest, tussen Amersfoort en Soest.
De heuvel ligt midden in natuurgebied Monnikenbos en is een rijksmonument.
Tijdens een proefgraving is gebleken dat het een heuvel uit de Bronstijd betreft die in meerdere fasen is opgericht.